# Садова вулиця (Черкаси)
Садова вулиця — вулиця в Черкасах.

## Розташування
Вулиця починається від вулиці Максима Залізняка і простягається спочатку на схід, а потім повертає на південний схід і простягається в такому напрямку до кінця, де впирається у вулицю Різдвяну.

## Опис
Вулиця неширока. Ділянка в кінці від вулиці Новопречистенської не заасфальтована. Цікавим фактом є те, що нумерація вулиці починається не з № 1, а з № 42, і є продовженням нумерації вулиці Євгена Кухарця.

## Походження назви
Вулиця була створена в 1941 році, названа так через те, що на початку XX століття тут знаходились фруктові сади. В 1967 році до неї був приєднаний провулок Садовий.